# Sare Nafali
Sare Nafali eller Khahow är en ort i Gambia. Den ligger i regionen Central River, i den östra delen av landet, 190 km öster om huvudstaden Banjul. Antalet invånare var 326 vid folkräkningen 2013.